# Holczreiter Sándor
Holczreiter Sándor (Füzesabony, 1946. július 18. – Tatabánya, 1999. december 14.) olimpiai bronzérmes, háromszoros világbajnok súlyemelő.
1964-től az Egri Előre, 1966-tól a Csepel, 1968-tól a Budapesti Honvéd, 1969-től az Oroszlányi Bányász és 1970-től a Tatabányai Bányász súlyemelője volt. Légsúlyban és lepkesúlyban versenyzett, jelentős eredményeit lepkesúlyban érte el. 1967-től szerepelt a magyar válogatottban. Egy nyári olimpián volt a magyar csapat tagja, 1972-ben Münchenben bronzérmet szerzett. Pályafutása alatt összesen nyolc világbajnoki és nyolc Európa-bajnoki érmet nyert. 1970-ben összetettben, 1971-ben nyomásban világcsúcstartó volt. 1971-ben az év súlyemelőjévé választották. A válogatottságtól 1972-ben vonult vissza, az aktív sportolást 1974-ben fejezte be.
Kőműves szakmunkásvizsgát tett, majd üzletvezetői képzettséget szerzett. Az 1990-es években az almásfüzitői utasellátót vezette. Haláláig Tatabányán élt.

## Sporteredményei

### Olimpián
- olimpiai 3. helyezett
  - 1972, München: összetett (327,5 kg)

### Világbajnokságokon
- háromszoros világbajnok:
  - 1970, Columbus:
    - nyomás (120 kg)
    - összetett (342,5 kg)

  - 1971, Lima: nyomás (120 kg)
- Négyszeres világbajnoki 2. helyezett:
  - 1969, Varsó: nyomás (110 kg)
  - 1971, Lima:
    - szakítás (95 kg)
    - összetett (335 kg)

  - 1972, München: nyomás (112,5 kg)
- világbajnoki 3. helyezett:
  - 1972, München: összetett (327,5 kg)
- kétszeres világbajnoki 4. helyezett:
  - 1970, Columbus:
    - szakítás (95 kg)
    - lökés (127,5 kg)
- háromszoros világbajnoki 5. helyezett:
  - 1969, Varsó: összetett (320 kg)
  - 1971, Lima: lökés (120 kg)
  - 1972, München: lökés (122,5 kg)

### Európa-bajnokságokon
- Európa-bajnok:
  - 1971, Szófia: nyomás (112,5 kg)
- ötszörös Európa-bajnoki második helyezett:
  - 1969, Varsó: nyomás (110 kg)
  - 1970, Szombathely:
    - nyomás (110 kg)
    - összetett (327,5 kg)

  - 1971, Szófia:
    - szakítás (95 kg)
    - összetett (327,5 kg)
- kétszeres Európa-bajnoki harmadik helyezett:
  - 1970, Szombathely: lökés (125 kg)
  - 1971, Szófia: lökés (120 kg)
- Európa-bajnoki 4. helyezett:
- 1970,Szombathely: szakítás (92,5 kg)
- kétszeres Európa-bajnoki 5. helyezett:
  - 1969, Varsó:
    - lökés (120 kg)
    - összetett (320 kg)
- Európa-bajnoki 6. helyezett:
  - 1969, Varsó: szakítás (90 kg)

### Magyar bajnokságokon
Kétszeres magyar bajnok:
- - légsúly: 1967
  - lepkesúly: 1969
- ötszörös csapatbajnok: 1967, 1968, 1970, 1972, 1974

### Világrekordjai
- nyomás: 120 kg (1970, Columbus)
- összetett: 342,5 kg (1970, Columbus)
- nyomás: 126 kg (1971, Budapest)